# Jean Turcot
Pour les articles homonymes, voir Turcot.
Jean Turcot (vers 1620 à Fontenay-le-Comte en France - 1652 dans la région de Trois-Rivières en Nouvelle-France) est un immigrant français arrivé en Nouvelle-France vers 1647. Il est un des trois ancêtres des Turcot d'Amérique du Nord. Les deux autres sont Jean Turcot (vers 1643 à Chavagnes-en-Paillers) et Abel Turcot (vers 1631 à Mouilleron-en-Pareds). Ils sont tous les trois originaires du département de la Vendée en France.

## Biographie
Ses parents étaient François et Perrette-Josephte Guinaudeau de la ville et arrondissement de Fontenay-le-Comte, évêché de Maillezais, Poitou (Vendée).
On retrace Jean Turcot pour la première fois en Nouvelle-France vers 1647. On retrouve sa présence au bas d'un acte le 11 août 1647 à Québec. Il s'agit d'une obligation d'Isaac Blineau à Vincent Breault, rédigé par Laurent Bermen, le premier tabellion à se qualifier de notaire royal en Nouvelle-France : « Fut présent en sa personne Isaac Blineau travaillant demeurant en ce pais Lequel sest volontairement oblige a Vincent Breault masson demeurant à Québec de luy payer la somme de Vingt et une livres tournois payable dhuy en un an pour un abit quil luy auroit vendu cy devant Faict en Lestude du dit Notaire le unziesme jour daoust mil six cent quarante sept en presence de Pierre Lande et Jean Turcot tesmoins qui ont signe et le dit Blineau a declare ne sçavoir signe ce ce interpellé suivant Lordonnance. » — signé : P. Lande, Jean Turcot, Bermen, N.R.
En signant, Jean Turcot nous donne une information très importante : il savait écrire.
Il est resté quelque temps à Québec. Il aurait peut-être été engagé, avec son ami d'époque, Pierre Lande, pour un contrat d'une durée de trois ans mais ceci reste une incertitude, car nous retrouvons son nom dans aucun contrat ou liste d'engagés.
Il épousa, le 25 octobre 1651, à Trois-Rivières, Françoise Capel. Elle était la fille de Julien et Laurence Lecomte de Cesny-aux-Vignes, arrondissement de Caen, en Normandie. Françoise faisait partie des « filles à marier » venues à Québec avec Jeanne Mance, le 8 septembre 1650. Elle serait entrée chez les Sœurs Ursulines à titre de novice. Le monastère dirigé par Marie de l'Incarnation fut incendié. Selon les écrits, cela aurait été causé par une sœur converse novice. Serait-ce Françoise Capel ? C'est fort possible mais on ne le saura jamais de façon absolument certaine. Peu de temps après cet incident, elle quitte les Ursulines.
La vie de Jean Turcot fut de très courte durée en Nouvelle-France. Tout comme plusieurs de ces compagnons, il connut une mort tragique aux mains des Iroquois dans la région de Trois-Rivières, le 19 août 1652. Il aurait été amené et martyrisé dans le pays des Iroquois. Le fait est raconté dans toutes les Histoires du Canada : « Un parti de cent vingt Iroquois avait fait quelques prisonniers et enlevé des bestiaux. M. Du Plessis-Bochart, gouverneur des Trois-Rivières, voulant les reprendre et chasser les maraudeurs, fit embarquer sur des chaloupes quarante ou cinquante Français avec une douzaine de Sauvages. A deux lieues au-dessus du fort, il aperçut des Iroquois cachés dans des broussailles sur la lisière de la forêt. La grève était bordée de marécages qui rendaient la descente fort difficile. Malgré le danger de suivre les Iroquois dans les bois, il donna l'ordre de débarquer. Lui-même s'avança à la tête de ses hommes; mais, embarrassés par les difficultés du terrain et placés à découvert, les Français tombaient sous le feu d'adversaires qu'ils ne pouvaient ni voir ni approcher. Dans cette tentative désespérée, M. Du Plessis fut tué avec quinze de ses hommes; plusieurs restèrent prisonniers et les autres, se jetant dans leurs chaloupes, allèrent porter cette triste nouvelle aux Trois-Rivières. Peu de jours après ce désastre, des Français, étant allés visiter le lieu du combat, trouvèrent sur un bouclier iroquois ces mots écrits avec du charbon: Normanville, Francheville, Poisson, La Palme, Turcot, Chaillou, Saint-Germain, Onneiochronnons et Agnechronnons. Je n'ai encore perdu qu'un ongle. » — extrait de Ferland, volume 1er, page 405.
Normanville, jeune homme adroit et vaillant, qui entendait la langue algonquine et iroquoise, avait écrit ces paroles avec du charbon, pour donner à connaître que les sept hommes dont on voyait les noms avaient été pris par les Iroquois de la nation d'Onneiout et d'Agnier et qu'on ne lui avait fait encore d'autre mal que de lui arracher un ongle. Aux yeux des canadiens-français de cette époque, il était considéré comme un des plus courageux colonisateurs. Un mois après cet incident, Françoise donna naissance à un garçon, Jacques Turcot (1652-1699). C'est le seul fruit de son union avec Jean Turcot. C'est lui, fils posthume, qui sauva le nom et qui perpétua à travers les âges les générations de descendants de Jean Turcot.